# Richard K. Streich
Richard Karl Streich (* 1950) ist ein deutscher Coach und Autor und ehemaliger Professor für Wirtschafts- und Verhaltenswissenschaften an der Fachhochschule der Wirtschaft in Paderborn.

## Leben
Streich absolvierte in den Jahren 1966 bis 1968 eine Lehre zum Industriekaufmann und arbeitete zeitweise auch als kaufmännischer Angestellter. Anschließend studierte er von 1972 bis 1975 an der Fachhochschule Köln Betriebswirtschaftslehre zum Diplom-Betriebswirt. Zwischen 1975 und 1977 war er Geschäftsführer in einer Bildungsorganisation. Von 1977 bis 1978 absolvierte er ein Hochschul-Aufbaustudium zum Diplom-Kaufmann. Bis 1982 war er Geschäftsführer des IBF-Instituts für Bildung und Freizeit.
Im Jahr 1982 promovierte er zum Dr. rer. pol. und war in den Jahren 1983 bis 1987 Dozent und Projektleiter am Universitätsseminar der Wirtschaft (USW) in Erftstadt. Seit dem Jahr 1986 war er dort wissenschaftlicher Seminarleiter. Im Anschluss (1987) leitete er bis 1989 die Abteilung Personalentwicklung in der Nixdorf Computer AG in Paderborn. Im Jahr 1989 wurde er Geschäftsführer des INPUT-Institut für Personal- und Unternehmensmanagement  in Paderborn. Im Jahr 1995 erwarb er seine Professur für Wirtschaftswissenschaften mit Spezialisierung auf Personal- und Unternehmensmanagement. Das INPUT-Institut wurde 2009 von ihm an die Haufe Akademie veräußert und er übernahm die Funktion des Beiratsmitglieds und wissenschaftlichen Beraters.
Er ist Vorstandsvorsitzender der URStreich-Sozialstiftung. Die Stiftungsgründung erfolgte in Nachfolge zu der von ihm 2005 gegründeten Lebensfreude-Initiative e. V. Paderborn. Diese Initiative wurde mehrfach als Vorzeigeprojekt prämiert u. a. durch die Bundeskanzlerin Angela Merkel im Bundeskanzleramt.
Streich problematisierte schon zu Beginn der 1980er Jahre das Spannungsfeld zwischen Arbeits- und Privatleben In seiner Publikation "Managerleben"  (1994) setzte er sich mit dem Life-Management insbesondere von Führungskräften auseinander. 
Insgesamt veröffentlichte er weit über 100 Beiträge zu den Themen des Change- und Life-Balance-Managements und zur Team- und Personalführung. Er ist Autor in Handbüchern und Kommentator in diversen Zeitungen und Zeitschriften u. a. Die Welt, Die Zeit, FAZ, Focus, manager-magazin, Spiegel, Wirtschaftswoche etc. und führte Presse-, Rundfunk- und Fernsehinterviews durch zu Führungs- und Coachingthemen.
Mehrfach gewann er mit dem INPUT-Institut für Personal- und Unternehmensmanagement, Paderborn renommierte Trainings- und Consultingpreise u. a. den "Internationalen Deutschen Trainings-Preis" in Gold des BDVT-Berufsverband der Verkaufsförderer und Trainer e. V.
Er stellte im Jahr 1997 das von Elisabeth Kübler-Ross im Jahr 1969 entwickelte Fünf-Phasenmodell zum Umgang mit Verlustsituationen bzw. Trauer u. a. unter Einbezug der Dimensionen der wahrgenommenen Kompetenz zur Veränderungsteuerung und Methoden einer Steuerung von Veränderungsprozessen als 7-Phasen-Modell vor. Seine Weiterentwicklungen werden in Praxishandbüchern und Ratgebern zitiert.
Die von Streich zur Veranschaulichung verwendete Abbildung ist, ohne seine darüber hinaus gehende Beschreibungen, in den Phasenschritten identisch mit einer Abbildung zum gleichen Thema bei Gerhard Fatzer, der dieses „Phasenmodell“ als „eine Weiterentwicklung des klassischen Dreiphasenmodells von Lewin“ durch „englische Kollegen im Rahmen des von Sackmann beschriebenen Transformationsprogramms“ im Jahr 1993 vorgestellt hatte. Streich weist in seiner Veröffentlichung von 1997 im Text und im Literaturverzeichnis darauf hin, dass das Ursprungsmodell schon 1988 im Rahmen eines Qualifizierungsprogramms von ihm, Sackmann, Jupp und Lewis Verwendung fand.
Streich entwickelte in der Folgezeit umfangreiche phasenorientierte Verfahrens- und Verhaltensweisen für eine erfolgreiche Bewältigung von innovativen persönlichen, teamgebundenen und unternehmensweiten Veränderungsvorhaben.

## Schriften (Auswahl)
Monografien
- Determinanten betrieblicher Freizeitangebote. Theoretische Grundlagen und empirische Analyse. Dissertation. Universität-Gesamthochschule, Paderborn 1982, OCLC 311475189.
- Managerleben. Im Spannungsfeld von Arbeit, Freizeit und Familie. Beck, München 1994, ISBN 3-406-35526-9.
- Fit for Leadership. Entwicklungsfelder zur Führungspersönlichkeit. Springer Gabler, Wiesbaden 2013, ISBN 978-3-658-03520-4 (2., überarb. und erw. Auflage 2016).
- Minenfelder im Beruf. Impressionen und Reflexionen. COMMENT-VERLAG, Paderborn 2020, ISBN 978-3-9821171-0-2, OCLC 1129049765.
- Testbuch für Führungskräfte. Analysen – Reflexionen – Aktionen. COMMENT-VERLAG, Paderborn 2020, ISBN 978-3-9821171-1-9, OCLC 1129465626.
- Tatort Unternehmen. Tretminen und Triebfedern im Berufsleben. COMMENT-VERLAG, Paderborn 2021, ISBN 978-3-9821171-3-3, OCLC 1249692561.
- Brennpunkt Führung. Licht und Schatten im Führungsalltag. COMMENT-VERLAG, Paderborn 2021, ISBN 978-3-9821171-2-6, OCLC 1250352512.

Herausgeberschaften
- mit Lutz von Rosenstiel, Herbert Einsiedler, Sabine Rau: Motivation durch Mitwirkung. Schäffer. Stuttgart 1987, ISBN 3-8202-0415-6
- mit Lutz von Rosenstiel, Maryam Djarrahzadeh, Herbert Einsiedler: Wertewandel. 2. Auflage. Schäffer-Poeschel, Stuttgart 1993, ISBN 3-8202-0831-3
- mit Maryam Marquardt, Heike Sanden: Projektmanagement. Prozesse und Praxisfelder. Schäffer-Poeschel, Stuttgart 1996, ISBN 3-7910-0977-X.
- mit Laila M. Hofmann, Klaus Linneweh: Erfolgsfaktor Persönlichkeit. Managementerfolg durch Leistungsfähigkeit und Motivation. dtv, München 2006, ISBN 3-423-50904-X.